# مناحيم ستيرن
مناحيم ستيرن (بالعبرية: מנחם שטרן‏) هو مؤرخ إسرائيلي، ولد في 5 مارس 1925 في بياويستوك في بولندا، وتوفي في 22 يونيو 1989 في القدس في إسرائيل.